# Today (canción de The Smashing Pumpkins)
«Today» es una canción de la banda de Rock alternativo estadounidense The Smashing Pumpkins, publicada el 30 de septiembre de 1993, dentro del álbum Siamese Dream. La canción fue escrita por el vocalista principal, Billy Corgan, durante un periodo de depresión, y refiriéndose a un día en el cual tuvo pensamientos suicidas. El contraste entre la sombría temática de la canción y la suave instrumentación durante los versos, mezclado con algo de ironía en las letras, hace que al momento de escucharla no parezca una canción de depresión y desesperación. La canción alterna versos tranquilos y coros altamente distorsionados.
"Today", fue lanzado en septiembre de 1993 como segundo sencillo del segundo álbum de la banda y el disco debut, Siamese Dream. Aunque Corgan optó por "Cherub Rock", el primer sencillo del álbum, para ser la canción de apertura, "Today" y su seguimiento "Disarm" se acreditan en AllMusic para la popularización de la banda y  [Siamese Dream] en la estratosfera Today "ha sido en general bien recibida por la crítica" [1]. "; un artículo Blender lo describió como de "alcanzado un estatus notable como una de las canciones que definen su generación, lo que refleja perfectamente la alienación fracturada de la juventud estadounidense en la década de 1990."Today" fue lanzado en septiembre del 1993 como el segundo sencillo del álbum Siamese Dream.Today recibió mayor atención y ha sido bien recibida por parte de la crítica especializada.
Existen dos versiones de este sencillo, la de 12" (las dos canciones que acompañan a "Today" fueron incluidas posteriormente en el Pisces Iscariot) y la de 7" (que fue incluida en el box set Siamese Singles).
"Today" fue lanzado en septiembre del 1993 como el segundo sencillo del álbum Siamese Dream. Si bien Corgan optó que Cherub Rock sea el primer sencillo Today recibió mayor atención y ha sido bien recibida por parte de la crítica especializada.
El video se estrenó en septiembre de 1993 y recibió un disparo con equipo fotográfico de baja calidad, que, al igual que varios otros videos primeros de The Pumpkins  , fue una decisión estilística intencional.Corgan dijo que la trama del video fue inspirado por un recuerdo que tenía de un conductor camión de helados que, al dejar su trabajo, hizo entrega de sus acciones restantes de helado para los niños del barrio . [13] Esta imagen fue entonces fundió con sensibilidades propias de Sednaoui inspirados en la película Zabriskie Point el video está disponible en The Smashing Pumpkins -. Greatest Hits video Collection (1991-2000) DVD, lanzado en 2001. 
El video comienza con Corgan leyendo un libro de historietas vestido con un uniforme hombre helado. Un clip de la intro de la canción se juega y se detuvo varias veces antes de que empiece la canción. Grupos de dos o más personas se besan entre sí alrededor de Corgan, mientras conduce en una furgoneta de helados a través de un desierto. Corgan recoge un Iha vestido que llevaba y los dos en coche por un tiempo antes de parar en una gasolinera, donde Chamberlin y Wretzky aparecen como asistentes de gas. Después Iha se transforma en un traje de vaquero de color amarillo y blanco, la banda pinta la furgoneta en una multitud de colores. Más personas se muestran besándose en las colinas que la banda se aleja de la estación de gas en la furgoneta. Sin embargo, Corgan es pateado en última instancia de la furgoneta, y el video termina con Corgan caminando junto a la carretera que lleva un sombrero de vaquero mientras la camioneta se aleja.
"Today" Es para muchos fanáticos la canción más importante de ellos muchos más llamativa que "Bullet with Butterfly Wings" o "Cherub Rock" entre otras, aparte se le considera junto con Smells Like Teen Spirit de Nirvana las 2 canciones más emblemáticas de la Generación X y de los 90s.

## Video musical
El video musical, dirigido por Stéphane Sednaoui, trajo el éxito aún más la corriente principal de la banda a través de Airplay repetida en MTV. El video se estrenó en septiembre de 1993 y recibió un disparo con equipo fotográfico de baja calidad, que, al igual que varios otros videos primeros Calabazas, era una estilística decisión.Corgan intencional dijo que la trama del video fue inspirado por un recuerdo que tenía de un helado conductor de camión que, tras dejar su trabajo, hizo entrega de sus acciones restantes de helado para los niños del barrio. 
A continuación, esta imagen se fundió con Sednaoui propias sensibilidades inspirados en la película Zabriskie point.The video está disponible en The Smashing Pumpkins - Greatest Hits Video Collection (1991-2000) DVD, lanzado en 2001. 
El video comienza con Corgan leyendo un libro de historietas vestido con un uniforme hombre helado. Un clip de la intro de la canción se juega y se detuvo varias veces antes de que empiece la canción. Grupos de dos o más personas se besan entre sí alrededor de Corgan, mientras conduce en una furgoneta de helados a través de un desierto. Corgan recoge un Iha vestido que llevaba y los dos en coche por un tiempo antes de parar en una gasolinera, donde Chamberlin y Wretzky aparecen como asistentes de gas. Después Iha se transforma en un traje de vaquero de color amarillo y blanco, la banda pinta la furgoneta en una multitud de colores. Más personas se muestran besándose en las colinas que la banda se aleja de la estación de gas en la furgoneta. Sin embargo, Corgan es pateado en última instancia de la furgoneta, y el video termina con Corgan caminando junto a la carretera que lleva un sombrero de vaquero mientras la camioneta se aleja.

## Recepción
"Today" ha recibido críticas generalmente positivas. Ned Raggett de AllMusic llama la canción de "at-once asalto pero la rotura violenta pegadizo sencillo" .Johnny Negro de Blender señaló que la canción "ha alcanzado un estatus notable como una de las canciones que definen su generación" .Robert Christgau citó "Hoy" como uno de los aspectos más destacados de Siamese Dream. [Sin embargo, la Stylus Revista Brett Hickman dijo que "nada se puede hacer 'Today' sonar fresco de nuevo. Este es un excelente ejemplo del poder que la radio y MTV tienen en arruinar una gran canción." Today "encabezó la lista de fin de año de la revista semanal de ojos de mejores sencillos, y también apareció en el número 7 en la lista a fin de año de NME de los mejores sencillos. 
"Today", fue uno de los sencillos principios de los más exitosos de The Smashing Pumpkins, y, además, ha sido reconocida como una de las canciones que trajeron las calabazas en la corriente principal. La canción era, en el momento de su lanzamiento, la canción más alta de gráficos de la banda, alcanzando el número cuatro en el Billboard Modern Rock canción Tracks.The también alcanzó una posición máxima de número 28 en el Billboard Mainstream Rock Tracks, y fue una de las primeras canciones Calabazas para trazar en el Reino Unido, alcanzando el número 24, "Today" fue más tarde llamado uno de los "hits que hicieron uso de la banda fresca alternativa a territorio rock de estadio", de la BBC Dan Tallis en una revisión de la banda de álbum de grandes éxitos, Rotten Apples, y se refirió de manera similar a como " la alfombra roja por Smashing Pumpkins de las casas de fraternidad glorificados de radio del grunge y rock alternativo" por Nick Sylvester de Pitchfork Media.

## Otras versiones
"Today" ha aparecido en varios Smashing Pumpkins comunicados oficiales, incluyendo álbum de grandes éxitos de la banda Rotten Apples y el box set Singles siameses. Una versión en vivo de "Today" realizado en la ciudad natal de la banda de Chicago se incluyó en el lanzamiento del video 1994 Vieuphoria y en su álbum acompañante Earphoria, y fue elogiado como "una grabación triunfal" de Chris Dahlen.A diferente grabación en vivo de Pitchfork externo parece Chicago en el álbum promocional Live in Chicago 23.10.95 y la canción se ofrece en 14 volúmenes de Smashing Pumpkins en vivo. La canción también ha aparecido en diferentes versiones en varios bootlegs Smashing Pumpkins como Unplugged: 100% Actuaciones acústicas Pure, que incluye grabaciones en vivo no oficiales y grabaciones acústicas. 
"Today" sirve como una "cápsula del tiempo del Reino Unido la música alternativa", cuenta con "Today", como su cuarta pista. La canción aparece en una de dos discos de importación MTV neerlandés, Rock am Ring, una colección de singles de éxito a partir de la década de 1990.

## Lista de canciones 12"
1. «Today»
2. «Hello Kitty Kat»
3. «Obscured»

## Lista de canciones 7"
1. Today
2. Apathy's Last Kiss

## Puestos en las listas de ventas
| Lista (1993)                                            | Posición más alta |
| ------------------------------------------------------- | ----------------- |
| Estados Unidos Billboard Bubbling Under Hot 100 Singles | 3                 |
| Estados Unidos Billboard Hot 100 Airplay                | 56                |
| Estados Unidos Billboard Modern Rock Tracks             | 4                 |
| Estados Unidos Billboard Mainstream Rock Tracks         | 28                |
| UK Singles Chart                                        | 44                |
| RMNZ                                                    | 27                |